# Новомуслюмово
Новомуслю́мово (рос. Новомуслюмово, башк. Яңы Мөслим) — село у складі Мечетлінського району Башкортостану, Росія. Входить до складу Большеустьікінської сільської ради.
Населення — 1063 особи (2010; 1072 у 2002).
Національний склад:
- татари — 85 %